# Préaux (Mayenne)
Préaux – miejscowość i gmina we Francji, w regionie Kraj Loary, w departamencie Mayenne.
Według danych na rok 2010 gminę zamieszkiwały 173 osoby, a gęstość zaludnienia wynosiła 18 osób/km².